# Stanko Semič
Stane Semič, partizansko ime: Daki, slovenski partizanski častnik, španski borec, muzealec in pisatelj, * 13. november 1915, Bloška planota, † 3. september, 1985, Ljubljana.
Daki je prvi Slovenec, ki je prejel red narodnega heroja. Med letoma 1953 in 1959 je bil ravnatelj Muzeja NOB v Ljubljani. Leta 1971 je svoje spomine zbral v knjigi »Najboljši so padli«.